# Bredenfelde (Woldegk)
Bredenfelde ist ein Ortsteil der Stadt Woldegk im Landkreis Mecklenburgische Seenplatte in Mecklenburg-Vorpommern.

## Geografie
Der Ort liegt elf Kilometer westsüdwestlich von Woldegk. Zur Gemarkung Bredenfelde zählt eine Fläche von 1093 Hektar. Die Nachbarorte sind Ballin im Norden, Rehberg im Nordosten, Vorheide im Osten, Neugarten und Wendorf im Südosten, Krumbeck im Süden, Cantnitz und Stolpe im Südwesten, Quadenschönfeld Bahnhof und Quadenschönfeld im Westen sowie Loitz im Nordwesten.

## Sehenswürdigkeiten

### Baudenkmale
In der Liste der Baudenkmale in Woldegk sind für Bredenfelde sieben Baudenkmale aufgeführt. 